# Radosław Krzyżowski
Radosław Krzyżowski (ur. 30 stycznia 1972 w Kluczborku) – polski aktor teatralny, telewizyjny i filmowy.

## Życiorys

### Wczesne lata
Urodził się w Kluczborku, gdzie mieszkał w jednym z bloków nieopodal pawilonu przy ul. Kochanowskiego, chodził do przedszkola nr 2 (obecny hotel „Spałka”) i uczył się w Szkole Podstawowej nr 3 przy ul. Wolności 18. Kiedy miał dziewięć lat wraz z rodziną przeprowadził się do Opola. Przez długi czas w szkole podstawowej był przekonany, że zostanie lekarzem. Uczęszczał do klasy biologiczno-chemicznej w opolskim Liceum Ogólnokształcącym nr I im. Mikołaja Kopernika, gdzie grał w młodzieżowym zespole rockowym i występował w szkolnym teatrzyku i był członkiem grupy poezji śpiewanej. Na maturze (1990) zdawał biologię. Jednak zdecydował się zdawać do szkoły teatralnej.

### Kariera
Po ukończeniu Państwowej Wyższej Szkoły Teatralnej im. Ludwika Solskiego (1994) w Krakowie, związał się z Teatrem im. Juliusza Słowackiego (1994–1998 i 2003–2015). Zaczął działać także w teatrze Offowym. Występował potem w teatrach krakowskich: Mniejszym (1996, 1999), Stowarzyszenie Teatralne „Łaźnia” (1999), STU (2000–2001, 2007), Narodowym Starym im. Heleny Modrzejewskiej (1998–2003 i od 2015), Współczesnym (2005), Łaźnia Nowa (2006).
Stał się rozpoznawalny dzięki telewizyjnej roli doktora Michała Sambora w serialu TVP2 Na dobre i na złe (2004–2015). W dramacie biograficznym  Marcina Głowackiego Mój biegun (2013) zagrał postać podróżnika Marka Kamińskiego.

## Życie prywatne
Jest mężem aktorki Dominiki Bednarczyk, z którą ma córkę Kaję (ur. 2005).

## Filmografia
- 1993: Lista Schindlera, jako sprzedawca
- 2000: Duże zwierzę, jako reżyser
- 2004–2015: Na dobre i na złe, jako dr Michał Sambor
- 2007: Ekipa, jako dyrektor koncernu
- 2007: Ja wam pokażę!, jako Adam
- 2008: Magiczne drzewo, jako konduktor Marek
- 2008: Pitbull, jako Komendant policji na Dworcu Centralnym w Warszawie (odc. 22, 23)
- 2008: Within The Whirlwind, jako Dikowitski
- 2009: Sprawa Janusza W., jako wiceprezes
- 2009: Generał, jako Pułkownik Zygmunt Borkowski (odc. 1)
- 2009: Janosik. Prawdziwa historia, jako Wojewoda Potocki
- 2009: Sprawiedliwi, jako Szmul (odc. 4, 5)
- 2010: Prymas w Komańczy, jako Władysław Bieńkowski
- 2010: Mistyfikacja, jako lekarz
- 2011: Prawdziwe historie, jako podróżnik w filmie opowiadającym historię Jana Meli
- 2011: Sala samobójców, jako Ekspert
- 2011: Układ warszawski, jako komisarz Adamiak
- 2011: Ludzie Chudego, jako Psycholog (odc. 25 i 26)
- 2012: Warszawa, jako Paweł Konarski, mąż Julii
- 2014–2016: Na sygnale, jako dr Michał Sambor
- 2015: Prawo Agaty, jako Andrzej Bielski (odc. 81)
- 2016: Ojciec Mateusz, jako Edward Bielski (odc. 195)
- 2017: Barwy szczęścia, jako Bernard Urbański
- 2017–2018: M jak miłość, jako Kamil Łagoda-Starski
- 2018: Za marzenia, jako ojciec Bartka
- 2019: Szóstka, jako ojciec Izabeli

## Polski dubbing
- 2019: Togo – Curtis Welch

## Nagrody
- 1997: XXXII OPTMF „Kontrapunkt” – nagroda promocyjna im. K. Krzanowskiego za role w przedstawieniach Audiencja I i Audiencja IV Bogusława Schaeffera w Teatrze Mniejszym w Krakowie[5]
- 2000: Nagroda Dziennikarzy za rolę w spektaklu Sen pogodnego karalucha w Teatrze Mniejszym w Krakowie na XXXV Ogólnopolskim Przeglądzie Teatrów Małych Form w Szczecinie[5]
- 2000: Ludwik, nagroda krakowskiego środowiska teatralnego za rolę tytułową w Hamlecie Shakespeare’a w Teatrze STU w Krakowie[5]
- 2001: stypendium twórcze miasta Krakowa[5]
- 2003: Nagroda aktorska za rolę Czeladnika I w spektaklu Trzeci akt wg Szewców Witkacego w Starym Teatrze w Krakowie na XXVIII Opolskich Konfrontacjach Teatralnych[5]
- 2012: Nagroda Teatralna im. Stanisława Wyspiańskiego[5]

## Odznaczenia
- 2025 Srebrny Medal "Zasłużony Kulturze Gloria Artis"[7]